# Leptantúrids
Els leptantúrids (Leptanthuridae) són una família de crustacis isòpodes.

## Taxonomia
La família Leptanthuridae conté 14 gèneres:
- Accalathura Barnard, 1925
- Aenigmathura Thomson, 1951
- Albanthura Wägele, 1985
- Bourbonanthura Müller, 1990
- Bullowanthura Poore, 1978
- Bunderanthura Poore & Humphreys, 2013
- Calathura Norman & Stebbing, 1886
- Curassanthura Kensley, 1981
- Leptanthura Sars, 1897
- Negoescuanthura Jarquín-Martínez & García-Madrigal, 2021
- Neoanthura Menzies, 1956
- Psittanthura Wägele, 1985
- Ulakanthura Poore, 1978
- Virganthura Kensley, 1987